# Valentin Paquay
Valentinus Paquay, nato Jan Louis (Tongeren, 17 novembre 1828 – Hasselt, 1º gennaio 1905), è stato un francescano belga.
È stato beatificato il 9 novembre 2003 da papa Giovanni Paolo II ed è commemorato il 1º gennaio, giorno della sua morte